# Bembidion utahensis
Bembidion utahensis är en skalbaggsart som beskrevs av Van Dyke. Bembidion utahensis ingår i släktet Bembidion och familjen jordlöpare. Inga underarter finns listade i Catalogue of Life.